# Sir Duke
Sir Duke är en sång komponerad och framförd av Stevie Wonder på hans album Songs in the Key of Life, från 1976. Låten toppade amerikanska Billboard Hot 100 och nådde #2 på UK Singles Chart, hans största hit vid den tidpunkten. Den nådde också #2 på United World Chart.
Låten skrevs som en hyllning till Duke Ellington som dog 1974, den stora jazzartisten som influerat Wonders musikstil. Texten hänvisar även till Count Basie, Glenn Miller, Louis Armstrong och Ella Fitzgerald.
Låtens karakteristiska blås-intro lånades snabbt av Lasse Åberg och fick inleda signaturen till SVT-serien Trazan & Banarne samma år. Musiken utgjorde även vinjett till SVT:s Sommarlovsmorgon åren runt 1978-1980.